# Yezoceryx amaryllyx
Yezoceryx amaryllyx är en stekelart som beskrevs av Ian D. Gauld 1984. Yezoceryx amaryllyx ingår i släktet Yezoceryx och familjen brokparasitsteklar. Inga underarter finns listade i Catalogue of Life.